# Halvarstjärnen (Fryksände socken, Värmland)
Halvarstjärnen är en sjö i Torsby kommun i Värmland och ingår i Göta älvs huvudavrinningsområde. Sjön har en area på 0,0575 kvadratkilometer och ligger 354,4 meter över havet.

## Delavrinningsområde
Halvarstjärnen ingår i det delavrinningsområde (668419-134535) som SMHI kallar för Ovan Sorkan. Medelhöjden är 254 meter över havet och ytan är 23,51 kvadratkilometer. Räknas de 36 avrinningsområdena uppströms in blir den ackumulerade arean 775,35 kvadratkilometer. Norsälven (Ljusnan) som avvattnar avrinningsområdet har biflödesordning 2, vilket innebär att vattnet flödar genom totalt 2 vattendrag innan det når havet efter 366 kilometer. Avrinningsområdet består mestadels av skog (77 procent) och öppen mark (11 procent). Avrinningsområdet har 0,04 kvadratkilometer vattenytor vilket ger det en sjöprocent på 0,2 procent.